# Півайн (Оклахома)
Півайн (англ. Peavine) — переписна місцевість (CDP) в США, в окрузі Адер штату Оклахома. Населення — 372 особи (2020).

## Географія
Півайн розташований за координатами 35°54′1″ пн. ш. 94°36′24″ зх. д. / 35.90028° пн. ш. 94.60667° зх. д. (35.900317, -94.606632).  За даними Бюро перепису населення США в 2010 році переписна місцевість мала площу 24,39 км², з яких 24,22 км² — суходіл та 0,17 км² — водойми.

## Демографія
Згідно з переписом 2010 року, у переписній місцевості мешкали 423 особи в 147 домогосподарствах у складі 114 родин. Густота населення становила 17 осіб/км².  Було 161 помешкання (7/км²).
Расовий склад населення:
| - 47,0 % — корінних американців - 41,4 % — білих - 0,5 % — чорних або афроамериканців |

До двох чи більше рас належало 10,4 %. Частка іспаномовних становила 3,3 % від усіх жителів.
За віковим діапазоном населення розподілялося таким чином: 26,7 % — особи молодші 18 років, 61,2 % — особи у віці 18—64 років, 12,1 % — особи у віці 65 років та старші. Медіана віку мешканця становила 37,9 року. На 100 осіб жіночої статі у переписній місцевості припадало 100,5 чоловіків;  на 100 жінок у віці від 18 років та старших — 98,7 чоловіків також старших 18 років.
Середній дохід на одне домашнє господарство  становив 50 864 долари США (медіана — 30 556), а середній дохід на одну сім'ю — 65 384 долари (медіана — 57 917). За межею бідності перебувало 20,3 % осіб, у тому числі 23,1 % дітей у віці до 18 років та 10,3 % осіб у віці 65 років та старших.
Цивільне працевлаштоване населення становило 143 особи. Основні галузі зайнятості: освіта, охорона здоров'я та соціальна допомога — 42,7 %, виробництво — 20,3 %, транспорт — 15,4 %.